# Consumator electric
Un consumator electric (sarcină de curent)   este o componentă electrică  sau o porțiune a unui circuit care consumă energie electrică. Consumatorii electrici pot fi obiecte electrice cum ar fi: dispozitive, aparate, mașini electrice, utilaje electrice care transformă energia electrică în alte forme de energie, în timpul funcționării lor. În sens restrictiv sunt considerați consumatori doar acei consumatori care se aprovizionează cu curent direct de la rețeaua electrică. În contextul aprovizionării  cu energie electrică, companiile, firmele și casele private sunt considerate   în raport cu furnizorii lor de energie electrică, consumatori electrici.
Unui consumator electric i se opun surse de energie, cum ar fi  baterii electrice sau  generatoare care produc energie. În circuite electrice de putere exemple de sarcini de curent sunt aparatele și corpurile de iluminat. Termenul  de consum de energi se poate referi, de asemenea la puterea consumată de un circuit care asigură transportul energiei.
Termenul este folosit în sens mai larg în electronică pentru un dispozitiv conectat la un  semnal sursă, indiferent dacă este sau nu un consum de energie. Dacă un  circuit electric are un  port de ieșire, adică o pereche de terminale, care prezintă exteriorului un semnal electric, circuitul conectat la aceste terminale (sau   impedanța sa de intrare) este o sarcină (încărcătură/consumator). De exemplu, în cazul în care un CD player este conectat (dă semnal) la un amplificator, CD player-ul este sursa, iar amplificatorul este sarcina.
Sarcină afectează performanța circuitelor în ceea ce privește tensiunea lor de ieșire sau  curentul, cum ar fi în cazul senzorilor, surselor de tensiune, și amplificatorilor.  Rețeaua electrică de curent alternativ cu  prizele de alimentare electrice  oferă în acest sens un exemplu simplu: ele furnizează energie la o tensiune constantă, cu aparatele electrice  conectate la circuitul-rețea de putere în mod colectiv, ele formnd deci împreună sarcina/încărcătura. Atunci când un aparat de mare putere pornește, aceasta poate provoca reducerea dramatică  a tensiunii de alimentare  generale datorită micșorării  impedanței comune totale prin creșterea de sarcină semnificativă.
În cazul în care impedanța de sarcină nu este mult mai mare decât impedanța sursei de alimentare (rețeaua de curent), tensiunile vor scadea. Într-un mediu casnic, pornirea unui aparat de încălzire puternic poate provoca o  diminuare considerabilă a iluminării cu becuri incandescente.